# Not Alone: Rivers Cuomo & Friends Live at Fingerprints
Not Alone: Rivers Cuomo & Friends Live at Fingerprints é um EP ao vivo do vocalista dos Weezer, Rivers Cuomo, lançado em 28 de Abril de 2009, tratando-se de uma sequela do álbum anterior, Alone II: The Home Recordings of Rivers Cuomo. O DVD do espectáculo realizado no dia 25 de Novembro de 2008 no Fingerprints, em Long Beach foi lançado a 5 de Maio de 2009.

## Visão Geral
O espectáculo realizado no Fingerprints baseou-se na celebração do lançamento do álbum Alone II: The Home Recordings of Rivers Cuomo. A partir de uma publicação do site de Rivers Cuomo, este convidou os vários fãs do seu país a equiparem-se e a juntar-se a ele na banda na qual poderiam escolher o reportório a tocar. A lista de faixas acabou por ser um misto de clássicos dos Weezer tal como músicas obscuras favoritas dos fãs. Os cerca de 150 participantes nunca se conheceram ou tocaram juntos, sendo o álbum composto pelas melhores colectâneas retiradas desse espectáculo.

## Lista de Faixas
| N.º | Título                                                                                       | Compositor(es)               | Duração |  |
| 1.  | "Can't Stop Partying"                                                                        | Rivers Cuomo, Jermaine Dupri | 3:05    |  |
| 2.  | "El Scorcho"                                                                                 | Rivers Cuomo                 | 4:14    |  |
| 3.  | "Devotion"                                                                                   | Rivers Cuomo                 |         |  |
| 4.  | "Buddy Holly"                                                                                | Rivers Cuomo                 | 4:26    |  |
| 5.  | "Butterfly"                                                                                  | Rivers Cuomo                 |         |  |
| 6.  | "The Greatest Man That Ever Lived (Variations on a Shaker Hymn) / Undone – The Sweater Song" | Rivers Cuomo                 |         |  |
| 7.  | "Fresh Air with Terry Gross: Interview with Rivers Cuomo"                                    | Terry Gross, Rivers Cuomo    |         |  |

## Lista de Faixas do DVD
| N.º | Título                                                                                       | Compositor(es)               | Duração |  |
| 1.  | "Introdution"                                                                                | Rivers Cuomo                 | 8:46    |  |
| 2.  | "Blast Off!"                                                                                 | Rivers Cuomo                 | 5:07    |  |
| 3.  | "Across the Sea"                                                                             | Rivers Cuomo                 |         |  |
| 4.  | "Buddy Holly"                                                                                | Rivers Cuomo                 |         |  |
| 5.  | "Butterfly"                                                                                  | Rivers Cuomo                 |         |  |
| 6.  | "Can't Stop Partying" (Ao Vivo na Stereogum's Decomposed Sessions)                           | Rivers Cuomo, Jermaine Dupri |         |  |
| 7.  | "Devotion"                                                                                   | Rivers Cuomo                 |         |  |
| 8.  | "El Scorcho"                                                                                 | Rivers Cuomo                 | 4:09    |  |
| 9.  | "Getting Up and Leaving"                                                                     | Rivers Cuomo, Patrick Wilson |         |  |
| 10. | "Lover in the Snow"                                                                          | Rivers Cuomo                 |         |  |
| 11. | "Susanne"                                                                                    | Rivers Cuomo                 | 3:24    |  |
| 12. | "Waiting on You"                                                                             | Rivers Cuomo                 | 3:32    |  |
| 13. | "The Greatest Man That Ever Lived (Variations on a Shaker Hymn) / Undone – The Sweater Song" | Rivers Cuomo                 | 12:10   |  |
| 14. | "I Was Scared" (Ao Vivo na Stereogum's Decomposed Sessions)                                  | Rivers Cuomo                 | 2:50    |  |
| 15. | "Paperface" (Ao Vivo na Sirius Satellite Radio)                                              | Rivers Cuomo                 | 3:15    |  |